# Dem'janovo
Dem'janovo è una cittadina della Russia europea centro-settentrionale, situata nella oblast' di Kirov; appartiene amministrativamente al rajon Podosinovskij.
Sorge nell'estrema parte nordoccidentale della oblast', sulla sponda destra del fiume Jug (bacino idrografico della Dvina settentrionale).